# Lil-lil
Eine Lil-lil (auch Bunji-jul, Bol-lair, Li-lil) ist eine als Waffe zur Jagd und zum Nahkampf entwickelte Wurfkeule der Aborigines in der Provinz Victoria.

## Beschreibung
Die Keule ist aus Hartholz gefertigt. Am unteren Ende, dem Griffende, ist sie rund und zugespitzt. Am oberen Ende ist sie leicht abgebogen und endet in einem nahezu kugelförmigen, leicht angespitzten Schlagkopf, der bei einigen Versionen auch mit flachen und kantigen Seiten versehen ist. Bei manchen Ausführungen ist der Schlagkopf wie eine Beilklinge, also flach und mit scharf geschliffenen Kanten hergestellt. Die Lil-lil ist etwa 70 cm lang, der Schlagkopf etwa 12 cm breit, der größte Griffdurchmesser ist etwa 2 cm und sie wiegt etwa 400 Gramm. Sie kann zum Werfen aber auch zum Schlagen benutzt werden.
Manche Versionen sind mit traditionellen Schnitzereien versehen. Eine andere, ungewöhnliche Wurfwaffe der Aborigines ist der australische Glasspeer.